# Бороздин, Андрей Михайлович
Андрей Михайлович Бороздин (1765—1838) — русский военачальник и государственный деятель, генерал-лейтенант, сенатор, Таврический гражданский губернатор. Крупный помещик.

## Биография
Происходил из дворянского рода Бороздиных. Родился в 1765 году — второй сын генерал-поручика Михаила Саввича Бороздина (1740—1796) от брака его с Анастасией Андреевной Крекшиной (1743—1802). Его младшие братья: Михаил (1767—1837) и Николай (1777—1830).
В 1773 году был определён в лейб-гвардии Семёновский полк каптенармусом, в 1784 году был произведён в прапорщики; в 1789 и 1791 годах со своим полком участвовал в двух кампаниях против шведов, в 1796 году получил чин полковника, оставаясь в том же полку.
В 1798 году Бороздин вышел из гвардии с производством в генерал-майоры и с назначением шефом троицкого мушкетерского полка, а 5 февраля 1800 года был произведён в генерал-лейтенанты. 28 октября 1804 года был уволен от военной службы по прошению и с мундиром.
Во время войны с французами в 1806 году Бороздин служил в киевской милиции, в Чигиринском повете, поветовым начальником, под командой князя А. А. Прозоровского, а затем перешёл в гражданскую службу с военным чином и Высочайшим указом 2 ноября 1807 года назначен Таврическим гражданским губернатором; 12 марта 1809 года награждён орденом Св. Анны 1-й степени. Высочайшим указом 20 февраля 1812 года, ему было повелено присутствовать в Правительствующем сенате, с оставлением при занимаемой им должности губернатора.
На полуострове Бороздиным были приобретены имения Кучук-Ламбат и Саблы, ставшие излюбленным местом пребывания русских и иностранных вояжеров по Крыму.

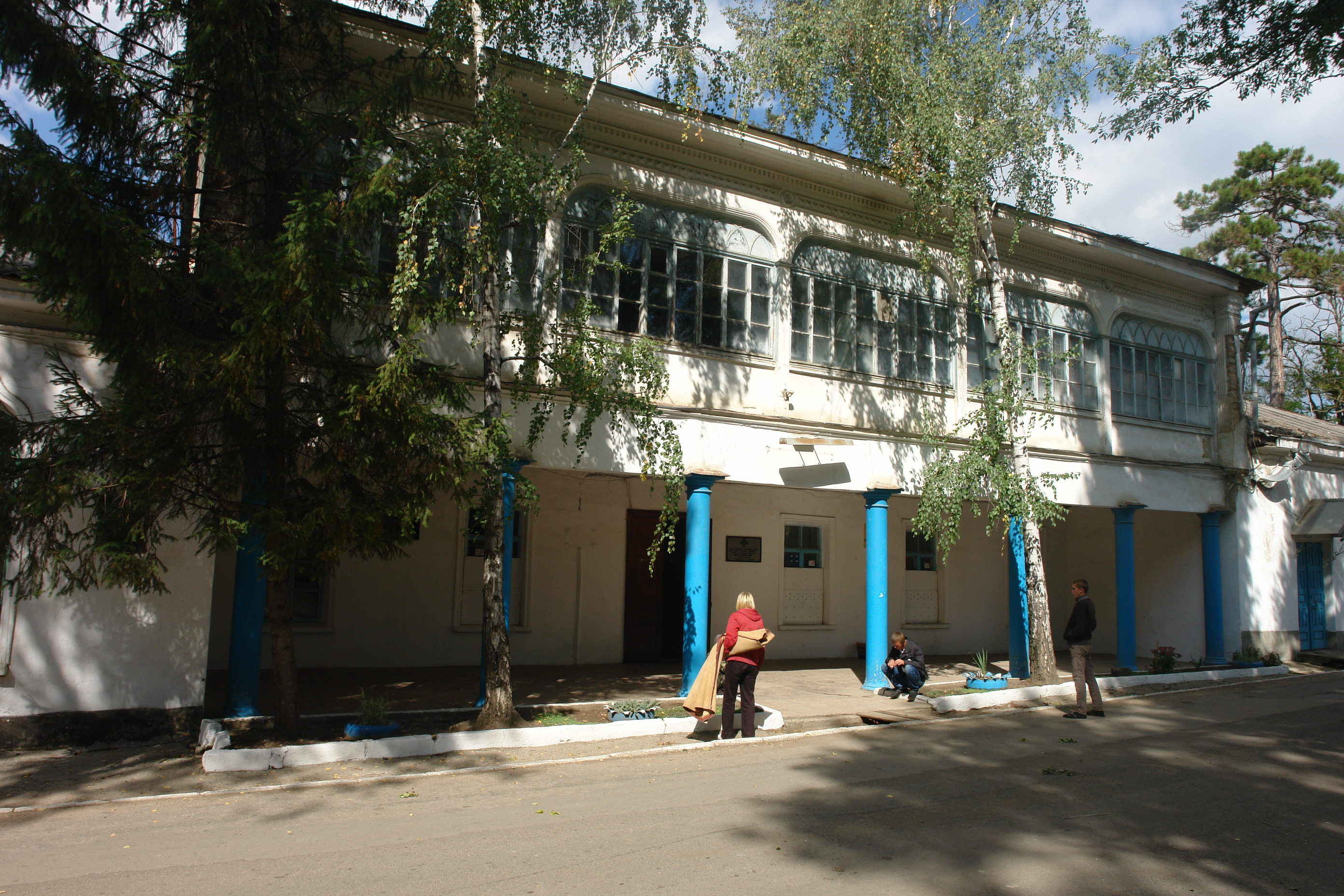
Усадьба Таврического губернатора А. М. Бороздина, XIX в. (Здание, связанное с пребыванием А. С. Грибоедова в Крыму и выступлением крестьян): с. Каштановое, улица Богданова, 1, литер «А»

«Саблынская дача» (3,5 тысячи десятин земли с 58 дворами и 310 душами обоего полу), у деревни Саблы, была пожалована в 1787 году князем Г. А. Потёмкиным адмиралу Н. С. Мордвинову. В 1802 году Мордвинов продал дачу А. М. Бороздину, который развел в имении «образцовое» сельское хозяйство, построил суконную фабрику, кожевенный завод и завёз из Киевской губернии 90 душ крепостных. Он же построил барский дом и посадил большой парк. В имении бывали декабристы Михаил Орлов и Сергей Волконский, в 1825 году долго гостил писатель Грибоедов. В 1828 году имение купила графиня Лаваль, внучка которой, в 1852 году, вышла замуж за Петра Васильевича Давыдова, сына декабриста Василия Давыдова. В дальнейшем Саблы известны, как имение Давыдовых.
С началом отечественной войны в 1812 году, Бороздин просил у Государя разрешения отправиться в армию, на что и получил соизволение, но остановлен был в Крыму, вследствие возникшей там чумы, распространившейся более чем в 50-ти деревнях; получив тогда начальство над всеми сухопутными войсками на Крымском полуострове, Бороздин действовал с усердием и распорядительностью, так что зараза не только не распространилась за пределы Крымского полуострова, но даже остановлена и прекращена была в тех местах, где уже оказалась; главнейшие города и большая часть Крыма были спасены от чумы.
Для симферопольской мужской гимназии, первой в Крыму, по распоряжению губернатора А. М. Бороздина для собственного помещения был приобретён дом у княгини Горчаковой.

С 20 июля 1816 года Бороздин присутствовал в Правительствующем сенате, с увольнением от должности губернатора, а 29 августа был назначен в межевой департамент Сената. Высочайшим указом 2 ноября 1828 года был уволен от службы и жил в своем крымском имение в Кучук-Ламбате, занимаясь его обустройством. Гостивший у него в 1834 году Э. Андреевский, писал:
Служа таврическим губернатором, Бороздин занимался меньше своим губернаторством, чем своими дачами, потому его попросили выйти в отставку, чтобы не отвлекать его от любимых его занятий. Он устроил сначала  Саблинское имение, он вскоре бросил его и занимался исключительно Кучук-Ламбатом. Он насадил здесь пропасть прекрасных растений, но уже не имел средств, чтобы воздвигнуть барские чертоги. Он исправил кое-как татарские дома и избы рабочих. Бороздин жил в доме ниже домика, занимаемого женой, где все было устроено как по струне. Когда я увидел его в первый раз, это был человек лет за 60, с правильными, красивыми чертами лица. Хотя немного глух, он был чрезвычайно занимательный собеседник и, кажется, имел все, что нужно, чтобы быть порядочным человеком. Странно, что дворовые девки и молодые женщины его довольно любили, несмотря на то, что он частенько их поколачивал, но, правда всегда собственноручно и не так больно. Разумеется вместе с тем он их и баловал.
В разное время в доме Бороздина бывали Пушкин, Жуковский и Грибоедов.
Скончался в Симферополе в декабре 1838 года от простуды. Похоронен в семейном склепе в имение в Кучук-Ламбате.

## Семья
Жена — Софья Львовна Давыдова (1772—08.06.1854), внучатая племянница князя Потёмкина, единоутробная сестра Н. Н. Раевского. Дочь генерала Льва Денисовича Давыдова (1743—1801) от брака с Екатериной Николаевной Самойловой (1750—1825). Принесла мужу значительное приданое. В основном жила в Петербурге или в крымском имении в Кучук-Ламботе. По словам современника, в старости мадам Бороздина была «больная и кривая, и страстно занималась скрипкой». После смерти мужа из Крыма переехала к сыну в Чигиринский уезд. Жила в местечке Златополь, где и умерла. Похоронена на кладбище в своем имении в селе Телепино. 
Дети:
- Лев Андреевич (1801—после 1871), майор, предводитель дворянства Чигиринского уезда.
- Мария Андреевна (01.09.1804—1849), в первом браке за декабристом И. Поджио; во втором за князем А. И. Гагариным.
- Екатерина Андреевна (20.06.1807—11.03.1839)[4], в первом браке (с 17.08.1825) за декабристом В. Н. Лихаревым (1803—1843) и не последовала за ним в Сибирь; после развода вышла замуж в 1836 году за гвардии поручика Льва Антоновича Шостака. Скончалась от чахотки в Симферополе. Похоронена в семейном склепе в имение в Кучук-Ламботе.